# Henry Finnis
Sir Henry Finnis, britanski general, * 1890, † 1945.